# Jean-Guillaume de Saxe-Iéna
Jean-Guillaume de Saxe-Iéna (Johann Wilhelm von Sachsen-Jena, 28 mars 1675, Iéna - 4 novembre 1690, Iéna) est le deuxième et dernier duc de Saxe-Iéna. Il était le plus jeune fils de Bernard de Saxe-Iéna et de sa première femme Marie-Charlotte de La Trémoille, mais le seul ayant survécu.

## Biographie
À la mort de son père, en 1678, il lui succède à l'âge de 3 ans au titre de duc de Saxe-Iéna. En accord avec les instructions dans le testament de son père, son oncle le duc Jean-Ernest II de Saxe-Weimar assure la tutelle et la régence sur le duché. À sa mort en 1683, un autre oncle, le duc Jean-Georges Ier de Saxe-Eisenach, assure cette régence. Trois ans plus tard (1686), le nouveau régent meurt, c'est son cousin (fils de Jean-Ernest II) et beau-frère (il est marié à sa sœur ainée et seule autre enfant survivante du couple, Charlotte-Marie) le duc Guillaume II de Saxe-Weimar qui fut chargé de la régence.
Étant donné que Jean-Guillaume n'a vécu que 15 ans, et n'a donc pas atteint la majorité, il n'a jamais gouverné. Avec sa mort s'éteint la (courte) lignée des ducs de Saxe-Iéna, et le duché est divisé entre les duchés de Saxe-Weimar et de Saxe-Eisenach.
- (en) Cet article est partiellement ou en totalité issu de l’article de Wikipédia en anglais intitulé « Johann Wilhelm, Duke of Saxe-Jena » (voir la liste des auteurs).